# (26197) Bormio
(26197) Bormio est un astéroïde de la ceinture principale.

## Description
(26197) Bormio est un astéroïde de la ceinture principale. Il fut découvert le 31 mars 1997 à Sormano par Francesco Manca et Piero Sicoli. Il présente une orbite caractérisée par un demi-grand axe de 2,34 UA, une excentricité de 0,23 et une inclinaison de 4,2° par rapport à l'écliptique.

## Compléments